# Dudar
Dudar è un comune dell'Ungheria di 1.642 abitanti (dati 2021). È situato nella contea di Veszprém, a pochi km dall'abbazia cistercense di Zirc e dal castello medievale di Csesznek.

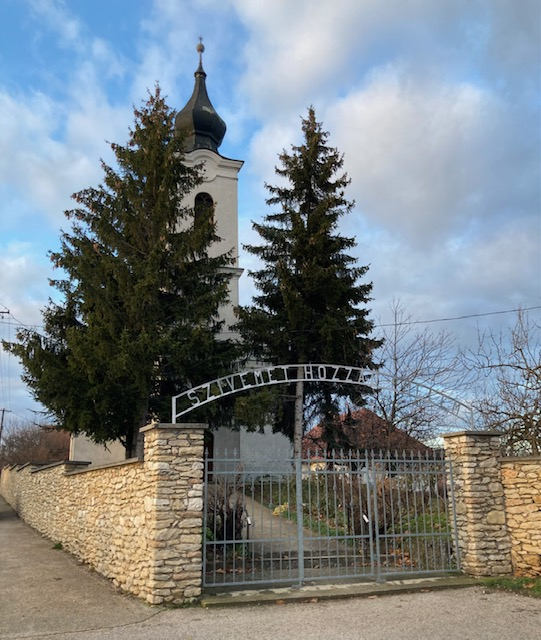
chiesa protestante

Il piccolo borgo si trova in una regione collinare e ricca di boschi, quale è la Selva Baconia. La zona era un tempo ricca di miniere di bauxite e di carbone.

## Collegamenti esterni

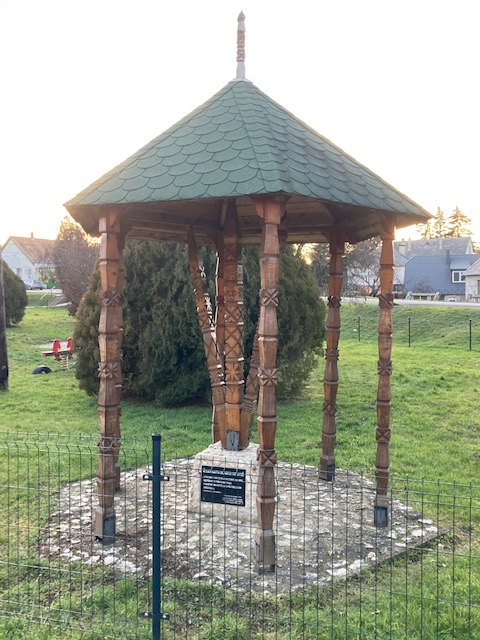
monumento vicino a Berek park